# Odysseus (Krater)
| Tethyskrater Odysseus                                                                | Tethyskrater Odysseus      |
| ------------------------------------------------------------------------------------ | -------------------------- |
| Saturnmond Tethys mit Krater Odysseus (unten), aufgenommen von der Raumsonde Cassini |                            |
| Eigenschaften                                                                        |                            |
| Breite                                                                               | 32,82° N                   |
| Länge                                                                                | 128,89° W                  |
| Durchmesser                                                                          | 445 km                     |
| Namensgeber                                                                          | Odysseus, Held der Odyssee |

Odysseus ist der bei weitem größte Einschlagkrater auf dem Saturnmond Tethys.
Seine Namensgebung nach Odysseus, dem Helden der Odyssee aus der griechischen Mythologie, wurde im Jahr 1982 durch die IAU offiziell bestätigt.

## Beschreibung
Sein Durchmesser beträgt 445 Kilometer und entspricht damit gut 40 % oder rund zwei Fünftel des Durchmessers von Tethys. Dass der Eismond durch diesen Einschlag nicht zertrümmert wurde, lässt darauf schließen, dass er zu jener Zeit nicht völlig fest oder sogar flüssig gewesen ist. Der Krater hat sich nach seiner Entstehung verflacht und der Kugelform des Mondes angeglichen.
In seinem Innern erheben sich die Zentralberge Scheria Montes. Sie wurden im Jahr 2008 nach Scheria benannt, der letzten Station der Irrfahrt und Heimreise des Odysseus. Das Gebirge erstreckt sich bis zu einer Länge von 185 Kilometern. Die Vielzahl an kleinen Kratern innerhalb des Großkraters zeigt dessen hohes Alter.
Odysseus liegt innerhalb der Nordhalbkugel auf der von Saturn abgewandten Seite sowie in der zur Bahnbewegung führenden, westlichen Hemisphäre.